# Маригуда Франгу
Маригуда Хадзипетру-Франгу (на гръцки: Μαριγούδα Φράγκου-Χατζηπέτρου) e гръцка просветна деятелка и революционерка от Македония.

## Биография
Родена е в 1872 година в южномакедонския град Солун, тогава в Османската империя. Завършва Солунското гръцко женско училище и е назначена за учителка във Воден, където се присъединява към гръцката въоръжена пропаганда в Македония. В 1899 година се жени за воденчанина Атанасиос Франгу, който е секретар на гръцкия революционен комитет във Воден. Маригуда Франгу основава в 1903 година Воденско благотворително женско дружество.
Умира малко след 1912 година.